# Koço Kokëdhima
Koço Kokëdhima (Himara, 21 aprile 1959) è un imprenditore e politico albanese, presidente dell'Apolonia Fier e proprietario del quotidiano Shekulli.

## Biografia
È nato il 21 aprile 1959 a Qeparo, nel comune di Himara della prefettura di Valona. Terminati gli studi primari nella città natale ha poi proseguito gli studi superiori prima a Delvinë nel 1974 e poi a Valona nel 1975. Nel 1984 si è laureato in matematica presso la Facoltà di Scienze naturali dell'Università di Tirana.
È stato eletto alle elezioni parlamentari del 2013 all'Assemblea dell'Albania nelle liste del Partito Socialista; il suo mandato parlamentare tuttavia è stato interrotto prematuramente nel 2016 per incompatibilità costituzionale su decisione della Corte costituzionale in seguito ad un ricorso presentato dal Partito Democratico, che lo accusava di conflitto d'interessi vista la partecipazione tramite la sua società Abissnet ad appalti pubblici. Successivamente nel 2017 ha fondato il movimento ZGJIDHJA.